# Куклин, Владимир Юрьевич
Владимир Юрьевич Куклин (род. 1947, село Грызучее Костромской области, Россия) — украинский муниципальный деятель.
Трудовую деятельность начал в 1968 году электрослесарем на шахте им. 40 лет Октября комбината «Кизелуголь». С 1983 года продолжил трудовую деятельность на руководящих должностях в объединении «Павлоградуголь». С апреля 2006 года городской голова Павлограда Днепропетровской области.